# Gneo Claudio Severo (console 235)
Gneo Claudio Severo (latino: Gnaeus Claudius Severus; Pompeiopoli, ... – ...; fl. 235) fu un senatore e politico dell'Impero romano.
Originario di Pompeiopoli in Paflagonia era, come il suo collega al consolato del 235 Tiberio Claudio Quinziano, imparentato con la dinastia degli Antonini, in quanto suo nonno, che aveva il suo stesso nome, aveva sposato Annia Aurelia Galeria Faustina, figlia maggiore dell'imperatore Marco Aurelio, intorno al 162/163.